# Olivier Gruner
Olivier Gruner (* 2. srpna 1960 Paříž, Francie) je francouzský mistr světa v kickboxu a bývalý voják. Po ukončení sportovní kariéry začal hrát a později i režírovat. Jeho nejznámějšími filmy jsou Andělské město (1990), Nemesis (1992), Automatic (1994), Savate (1995), T.N.T. (1997), Mars (1997), Aréna smrti (2002), Aréna smrti 2 (2002), Snadný terč (2006) a Showdown in Manila (2016).

## Život
Ve věku 18 let vstoupil k námořní pěchotě, kterou opustil v roce 1981. Poté se živil např. jako vyhazovač či operátor lyžařského vleku.
Od roku 1984 se začal profesionálně věnovat kickboxu. Brzy se stal šampionem Francie a v roce 1986 dokonce obdržel titul mistra světa střední váhy. Kickboxu se profesionálně věnoval do roku 1987 a později ho začal vyučovat.
Jako herec debutoval snímkem Andělské město (1990). Od té doby se objevil ve více než dvacítce filmů, přičemž tři i režíroval. Svoji nejslavnější roli ztvárnil ve snímku Alberta Pyuna Nemesis z roku 1992.

## Ocenění
- 1985 Stříbro z mistrovství světa v Budapešti.
- 1986 Světový šampión střední váhy v kickboxu.